# Monocorophium carlottensis
Monocorophium carlottensis is een vlokreeftensoort uit de familie van de Corophiidae. De wetenschappelijke naam van de soort is voor het eerst geldig gepubliceerd in 1997 door Bousfield & Hoover.